# 左菱虚秋
左菱 虚秋（さびし うろあき）は、日本の漫画家。長崎県出身。埼玉県在住。代表作に『ガンオタの女』、『女子大生会計士』など。 

## 概要
2006年11月、角川書店『ガンダムエース』スペシャルお笑い特集号『ガンオタの女』、『タマキチ研究所』でデビュー。2007年1月号から2008年12月号まで『ガンダムエース』にて『ガンオタの女』を、2008年より2009年まで角川書店『コミックチャージ』で『女子大生会計士』を連載。また、2011年より角川書店『ニュータイプエース』創刊号から『輻輳のマーグメルド』を連載中。

## 作品リスト
- ガンオタの女（全3巻）
- 女子大生会計士（原作：山田真哉、全1巻）
- 輻輳のマーグメルド（既刊1巻）
- 機動戦士ガンダム 逆襲のシャア ベルトーチカ・チルドレン（全7巻）
- 機動戦士ガンダム 閃光のハサウェイ（既刊3巻）